# 优雅蝈螽
优雅蝈螽是直翅目螽斯科蝈螽属的一个种，分布于东亚。